# Castello di Montcornet
Il castello di Montcornet è un castello nel comune di Montcornet nel dipartimento della Ardenne in Francia.

## Collegamenti esterni

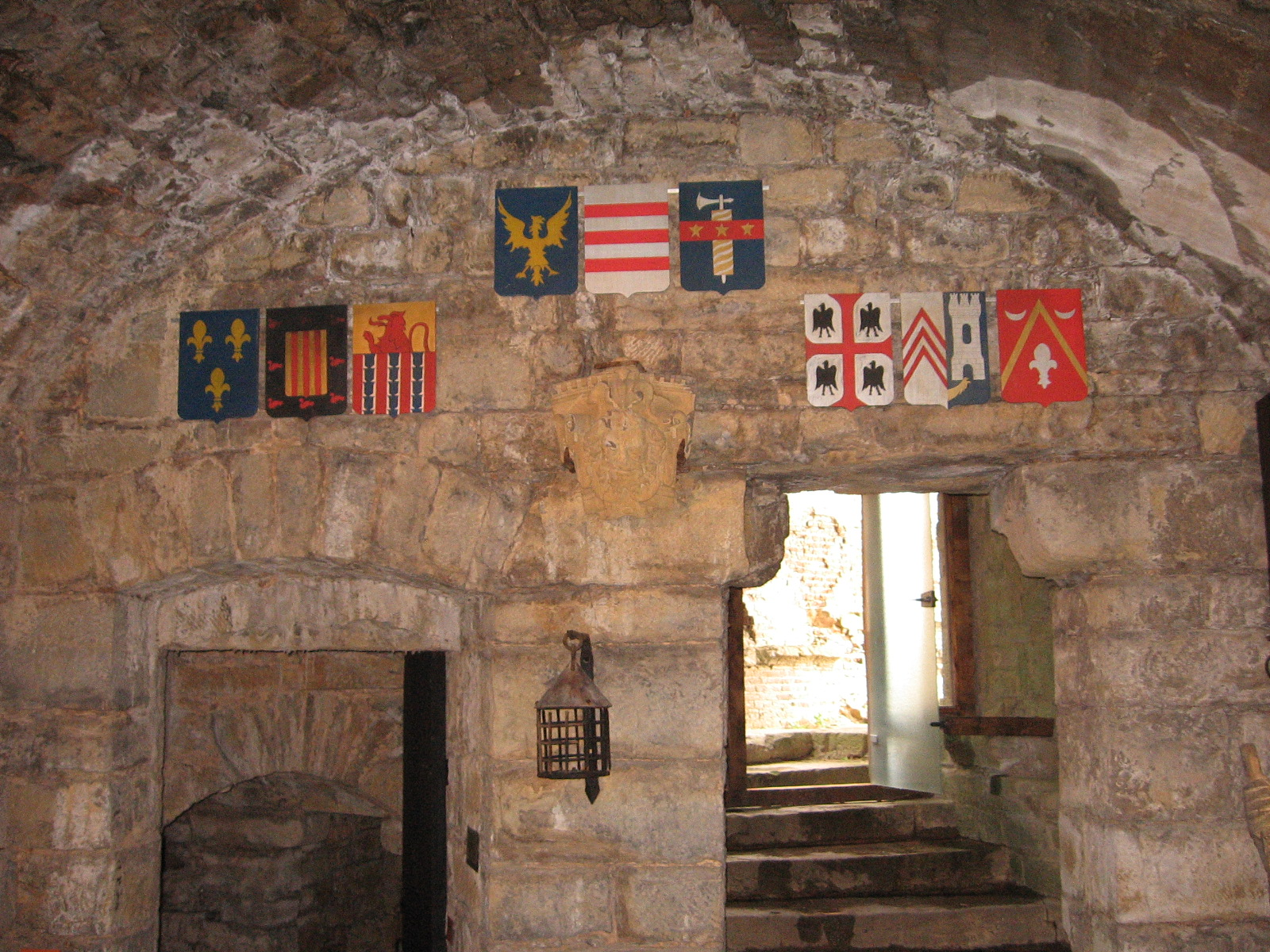
Sala delle armi del castello con i blasoni dei proprietari

## Storia
Il castello fu costruito tra i secoli XI e XII con i primi occupanti, i Montcornets. Nei secoli XII e XIV la fortezza passò ai Miles de Noyer e poi alla famiglia Mello. Nel 1446 Antoine de Croy riacquistò il castello e lo ricostruì quasi completamente. Nel 1613 Carlo I di Gonzaga-Nevers, che stava costruendo la vicina Charleville, capitale del Principato di Arches, acquistò il castello. Da allora passò nelle mani dei Meillerais, poi finalmente al duca di Aiguillon, che lo smantellò intorno al 1760. Solo rovine sopravvivono oggi.
I reperti scavati dal castello (ceramiche, ossa, ecc.) sono esposti in una sala del castello.
Il castello di Montcornet è stato classificato come monumento storico dal Ministero della Cultura francese dal 1926.